# Abdulkarim Al-Ali
Abdulkareem Salem Rashid Abdallah Al Enezi Al Ali, noto semplicemente come Abdulkarim Al-Ali (in arabo عبدالكريم العنزي‎?; 25 marzo 1991), è un calciatore qatariota, difensore dell'Al Bidda e della Nazionale qatariota.

## Caratteristiche tecniche
È un terzino sinistro.

## Carriera

### Nazionale
Con la Nazionale qatariota ha preso parte alla Coppa d'Asia 2019.

## Statistiche

### Cronologia presenze in Nazionale
| Cronologia completa delle presenze e delle reti in nazionale ― Qatar | Cronologia completa delle presenze e delle reti in nazionale ― Qatar | Cronologia completa delle presenze e delle reti in nazionale ― Qatar | Cronologia completa delle presenze e delle reti in nazionale ― Qatar | Cronologia completa delle presenze e delle reti in nazionale ― Qatar | Cronologia completa delle presenze e delle reti in nazionale ― Qatar | Cronologia completa delle presenze e delle reti in nazionale ― Qatar | Cronologia completa delle presenze e delle reti in nazionale ― Qatar |
| Data                                                                 | Città                                                                | In casa                                                              | Risultato                                                            | Ospiti                                                               | Competizione                                                         | Reti                                                                 | Note                                                                 |
| -------------------------------------------------------------------- | -------------------------------------------------------------------- | -------------------------------------------------------------------- | -------------------------------------------------------------------- | -------------------------------------------------------------------- | -------------------------------------------------------------------- | -------------------------------------------------------------------- | -------------------------------------------------------------------- |
| 09-01-2019                                                           | al-'Ayn                                                              | Qatar                                                                | 2 – 0                                                                | Libano                                                               | Coppa d'Asia 2019 - 1º turno                                         | -                                                                    | 62’                                                                  |
| 25-01-2019                                                           | Abu Dhabi                                                            | Corea del Sud                                                        | 0 – 1                                                                | Qatar                                                                | Coppa d'Asia 2019 - Quarti di finale                                 | -                                                                    |                                                                      |
| Totale                                                               |                                                                      | Presenze                                                             | 2                                                                    |                                                                      | Reti                                                                 | 0                                                                    |                                                                      |

## Palmarès

### Nazionale
- Coppa d'Asia: 1

2019